# 2021年のバスケットボール
< 2021年 | 2021年のスポーツ
2021年のバスケットボールでは、2021年のバスケットボール関連の出来事をまとめる。
2020年のバスケットボール - 2021年のバスケットボール - 2022年のバスケットボール

## できごと
- 3月13日 - 第96回天皇杯全日本バスケットボール選手権大会決勝で川崎ブレイブサンダースが宇都宮ブレックスを72-60で下し7年ぶり4回目の優勝[1]。
- 5月15日 - バスケットボール殿堂が発表され、以下の人物が選出された[2]。
  - ポール・ピアース（選手部門）
  - クリス・ウェバー（選手部門）
  - クリス・ボッシュ（選手部門）
  - トニー・クーコッチ（選手部門）
  - ボブ・ダンドリッジ（選手部門）
  - ベン・ウォレス（選手部門）
  - リック・アデルマン（コーチ部門）
  - ビル・ラッセル（コーチ部門）
  - コットン・フィッツシモンズ（貢献者部門）
- 10月19日～21日 - 2020-2021シーズンのNBAで75回目のシーズンを終えたNBAがNBA75周年記念チームを発表。
- 12月19日 - 第88回皇后杯全日本バスケットボール選手権大会決勝でENEOSサンフラワーズがデンソーアイリスを86-62で下し9年連続26回目の優勝[3]。
- 12月28日 - 第74回全国高等学校バスケットボール選手権大会女子決勝が行われ桜花学園（高校総体優勝・愛知）が京都精華学園（近畿選手権優勝・京都）を61-57で下し3年連続24回目の優勝。[4]
- 12月29日 - 第74回全国高等学校バスケットボール選手権大会男子決勝が行われ福岡大大濠（福岡が帝京長岡（高校総体準優勝・新潟）を59-56で下し28年ぶり3回目の優勝[5]。

## 国内大会

### その他日本国内
- Bリーグプレーオフ 2021決勝
  - 千葉ジェッツふなばし 2 - 1 宇都宮ブレックス
    - ジェッツは初優勝
- WJBL 2020-21プレーオフ決勝
  - トヨタ自動車アンテロープ 2 - 0 ENEOSサンフラワーズ
    - トヨタ自動車は初優勝
- 第96回天皇杯全日本選手権（3月13日・さいたまスーパーアリーナ）
  - 決勝：川崎ブレイブサンダース 76 - 60 宇都宮ブレックス
    - 川崎ブレイブサンダースは7年ぶり4回目の優勝（前身の東芝時代を含む）。
- 第88回皇后杯全日本バスケットボール選手権大会（12月19日・代々木第二体育館）
  - 決勝：ENEOSサンフラワーズ 86 - 62 デンソーアイリス
    - ENEOSは9年連続26回目の優勝（共同石油、ジャパンエナジー、JOMO、JX-ENEOS時代を含む）

- 第74回全国高等学校バスケットボール選手権大会（12月23日 - 29日・東京都渋谷区・東京体育館）
  - 男子決勝： 福岡大大濠（福岡） 59 - 56 帝京長岡（高校総体準優勝・新潟）
    - 28年ぶり3回目

  - 女子決勝： 桜花学園（高校総体優勝・愛知） 61 - 57 京都精華学園（近畿選手権優勝・京都）
    - 3年連続24回目（名古屋女子短大付属時代を含む）

## 国外大会
- 2021年のNBAファイナル
  - ミルウォーキー・バックス 4 - 2 フェニックス・サンズ
    - バックスは50年ぶり2回目の優勝。ファイナルMVPはヤニス・アデトクンボ
- 2021年のWNBAファイナル（英語版）
  - シカゴ・スカイ 3 - 1 フェニックス・マーキュリー
    - スカイは球団創設16年目で初優勝。ファイナルMVP（英語版）はカーリー・クーパー（英語版）

- 全米大学体育協会(NCAA)男子決勝
  - ベイラー大学 86 - 70 ゴンザガ大学
- 全米大学体育協会(NCAA)女子決勝
  - スタンフォード大学 54 - 53 アリゾナ大学

## 死去
- 1月2日 - ポール・ウェストファル：選手としてNBA・フェニックス・サンズなどで12シーズン、NBAファイナル優勝1回、NBAオールスターゲーム5回、通算12809得点、永久欠番『44』、ヘッドコーチとしてサンズなどで10シーズン、NBAファイナル優勝1回（* 1950年）
- 1月7日 - グラント・ゴンドレジック（英語版）、NBA・フェニックス・サンズなど、シューティングガード（* 1963年）
- 1月10日 - ウェイン・ラッドフォード（英語版）：NBA・インディアナ・ペイサーズ、ポイントガード/シューティングガード（* 1956年）
- 1月23日 - ハーソーン・ウィンゴ（英語版）：NBA・ニューヨーク・ニックスなど、パワーフォワード、通算1023得点（* 1947年）
- 1月29日 - ジョン・チェイニー（英語版）：大学バスケのヘッドコーチ、バスケットボール殿堂（* 1932年）
- 2月8日 - フィル・ロリンズ（英語版）：NBA・シンシナティ・ロイヤルズなど、ポイントガード/シューティングガード（* 1934年）
- 3月22日 - エルジン・ベイラー：選手としてNBA・ロサンゼルス・レイカーズ（前身のミネアポリス時代を含む）14シーズン、スモールフォワード、NBAファイナルに8回出場、通算23149得点、ヘッドコーチとしてニューオーリンズ・ジャズで3シーズン、ロサンゼルス・クリッパーズのGM（* 1934年）
- 3月23日 - グランビル・ウェイターズ（英語版）：NBA・インディアナ・ペイサーズなど、センター（* 1961年）
- 3月25日 - スタン・アルベック：NBA・サンアントニオ・スパーズなど、ヘッドコーチ（* 1931年）
- 4月13日 - スリック・レナード：NBA・ロサンゼルス・レイカーズなど、ポイントガード、インディアナ・ペイサーズなどでヘッドコーチ、ABAチャンピオン3回（* 1932年）
- 4月14日 - フランク・カード（英語版）：ABA・カロライナ・クーガーズなど、パワーフォワード/スモールフォワード（* 1944年）
- 4月19日 - シェーラー・ハリモン（英語版）：NBA・シカゴ・ブルズなど、シューティングガード/スモールフォワード、NBA通算1136得点（* 1945年）
- 4月22日 - テレンス・クラーク、ケンタッキー大学在籍中、シューティングガード、死後の2021年のNBAドラフトでNBAから特別指名された（* 2001年）
- 5月3日 - 谷口正朋、ミュンヘンオリンピック日本代表（* 1946年）
- 5月28日 - マーク・イートン、NBA・ユタ・ジャズで11シーズン、センター、NBAオールスターゲーム出場、ブロック王4回獲得、1984-85シーズンの平均5.6ブロックは歴代最高（* 1957年）[6]
- 5月30日 - ラルフ・デイビス（英語版）：NBA・シンシナティ・ロイヤルズなど、シューティングガード、通算1195得点（* 1938年）
- 6月2日 - エリック・モーブリー（英語版）：NBA・ミルウォーキー・バックスなど、センター（* 1970年）
- 7月21日 - スタン・マッケンジー（英語版）：NBA・ポートランド・トレイルブレイザーズなど、スモールフォワード/シューティングガード、通算3579得点（* 1944年）
- 7月26日 - クリフ・アンダーソン (バスケットボール)（英語版）：NBA・ロサンゼルス・レイカーズなど、シューティングガード（* 1944年）
- 8月24日 - ジェリー・ハークネス（英語版）：NBA・インディアナ・ペイサーズなど、ポイントガード（* 1940年）
- 9月10日 - ジーン・リトルズ（英語版）：NBA・カリフォルニア・クーガーズなど、ポイントガード、ヘッドコーチ（* 1943年）
- 10月27日 - ボブ・フェリー（英語版）：NBA・デトロイト・ピストンズなど、パワーフォワード/センター、NBA最優秀役員賞2回（* 1937年）
- 11月8日 - メディナ・ディクソン：日本電気など（* 1962年）
- 11月19日 - ドン・コージス：NBA・サンディエゴ・ロケッツなど、スモールフォワード、通算9948得点（* 1939年）
- 12月5日 - ステヴァン・イェロヴァツ、AEKアテネ所属、元三遠ネオフェニックス所属（* 1989年）[7]。
- 12月30日 - サム・ジョーンズ：NBA・ボストン・セルティックスでNBAファイナル10回優勝、シューティングガード、バスケットボール殿堂（* 1933年）